# Lietuvos geležinkeliai
AB Lietuvos geležinkeliai sono le ferrovie lituane.
Nel 2004 la rete si estendeva per 1.905 km a scartamento largo (1520 mm), dei quali 122 km elettrificati 25 kV 50 Hz e 22 km ad ordinario (1435 mm) di connessione al confine polacco.
Esiste anche una breve linea a scartamento ridotto 750 mm.
Il traffico passeggeri domestico è operato sia da automotrici ed elettromotrici ereditate dalle Ferrovie Sovietiche, sia da nuovi convogli Škoda, in circolazione dal 2013. Nuove Automotrici Leggere a nafta sono in circolazione nelle tratte Vilnius-Klaipėda, Vilnius-Varėna.

## Storia

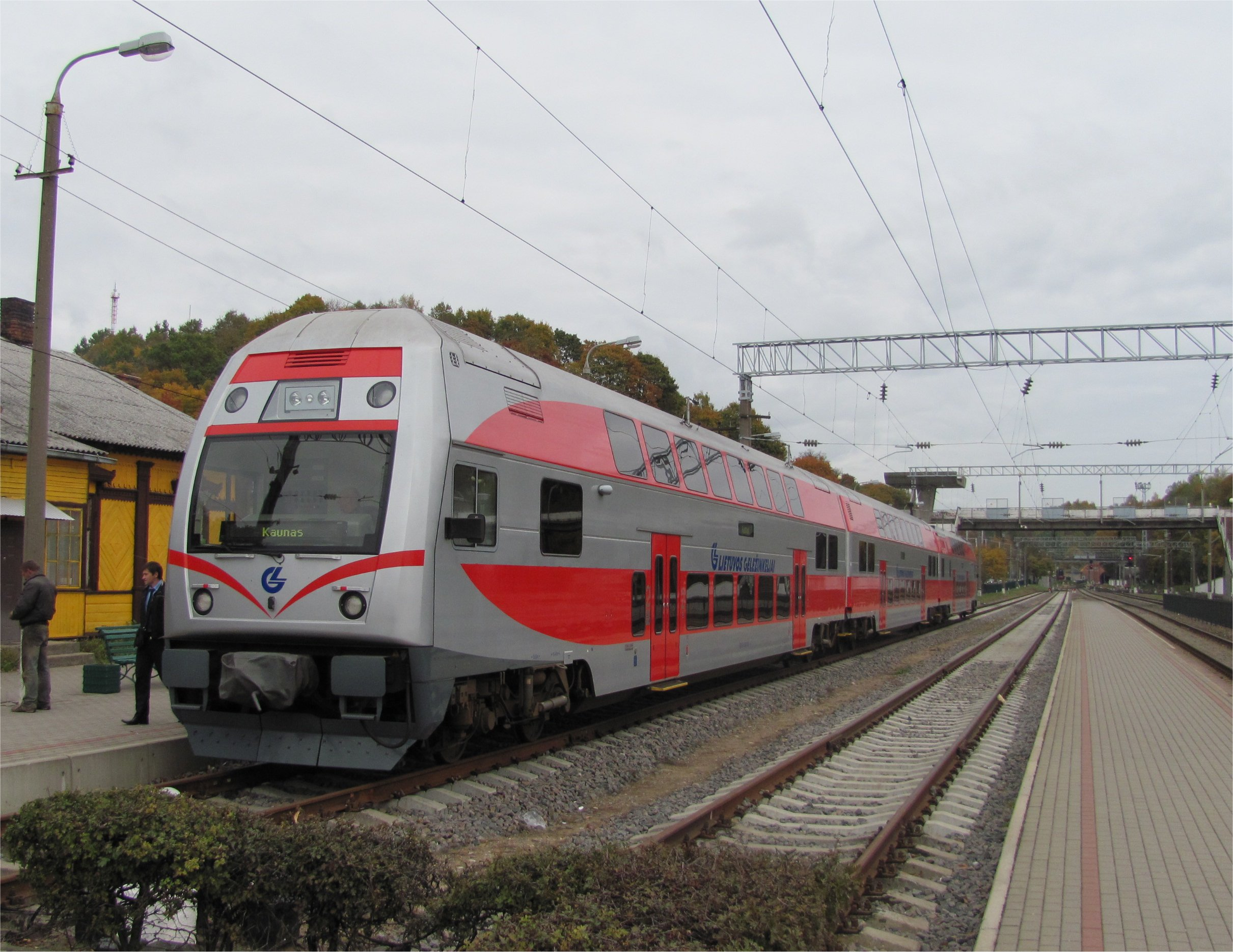
Trendo LG nella stazione di Kaunas

La storia della ferrovia in Lituania può essere fatta risalire alla fine degli anni 1850 quando il territorio venne inserito nel percorso della nuova linea ferroviaria decisa dal governo zarista per unire San Pietroburgo a Varsavia.
La storia delle LG è invece molto più recente, essendo iniziata con la dissoluzione dell'Unione Sovietica e ratificata con un accordo ufficiale con Mosca il 20 novembre 1991.
Infatti in epoca sovietica le ferrovie dei paesi baltici erano state unificate nella "Rete Baltica" condotta a Riga (Lettonia); dal 1991 le reti sono state separate, ed ogni paese ha la propria rete ferroviaria, condotta autonomamente. L'Azienda, assieme ad altri enti ferroviari dei Paesi limitrofi, sta realizzando il "Corridoio di creta" o Rail Baltica, collegamento rapido nella tratta Varsavia-Białystok-Kaunas-Riga-Tallinn.